# Tachychlora flora
Tachychlora flora es una especie de polilla de la familia Geometridae. La especie fue descrita por Edward Dukinfield Jones en 1921, y se encuentra en Brasil. El holotipo de la especie fue hallado en los alrededores del sector Castro (Paraná).